# Universidad de Miami
La Universidad de Miami (en inglés: University of Miami), también conocida como Miami of Florida, UM, o The U, es una universidad privada de investigación ubicada en Coral Gables, Florida (Estados Unidos) fundada en 1925. Para el año 2019, la universidad contaba con 17,811 estudiantes en 12 facultades, incluyendo la Escuela de Medicina Leonard M. Miller, la Escuela de Música Frost, la Escuela Rosenstiel de Ciencia Atmosférica y Marina y la reputable Escuela de Derecho.
La Universidad es considerada una institución con actividad de investigación muy alta R-1, según la clasificación Carnegie. Los estudiantes provienen de los 50 estados de Estados Unidos y de 148 países extranjeros. Actualmente posee 3027 docentes a tiempo completo, entre los que se cuentan becarios de Guggenheim, de Fulbright y de la National Science Foundation. Con más de 10800 empleados a tiempo completo o parcial, la UM es el segundo mayor empleador privado en el condado de Miami-Dade.

## Áreas Académicas
La universidad está formada por 12 facultades y escuelas:
- Centros tanto de pregrado como de posgrado
  - Escuela de Arquitectura
  - Facultad de Artes y Ciencias
  - Escuela de Administración de Negocios
  - Escuela de Comunicación
  - Escuela de Educación y Desarrollo Humano
  - Facultad de Ingeniería
  - Escuela de Ciencia Marina y Atmosférica Rosenstiel
  - Escuela de Música Phillip y Patricia Frost
  - Escuela de Enfermería y Estudios Sanitarios
- Centros exclusivamente de posgrado
  - Escuela de Posgrado
  - Escuela de Medicina Leonard M. Miller
  - Escuela de Derecho de la Universidad de Miami

Todos ellos se ubican en el campus principal, en Coral Gables, a excepción de la Escuela de Medicina Leonard M. Miller, que está en el área Civic Center (también denominado Health District), un barrio de Miami, y de la Escuela de Ciencia Marina y Atmosférica Rosenstiel, situada en Virginia Key, también en Miami.

## Estadísticas
El promedio medio de notas de los estudiantes de High School requerido para optar a la admisión en la universidad es de 4.2 y la puntuación promedio de SAT es de 1275. El 66% de los estudiantes de la UM se encontraban entre el 10% de los mejores de su promoción de High School. El 97% de los estudiantes de doctorado y de otros posgrados logran su titulación.  En el año escolar académico 2020-21, la matrícula media de la UM (excluyendo alojamiento y comida) costaba 54,660.00 dólares por año.
| Inscripciones, 2008           | Estudiantes | Graduados |
| Afroamericanos                | 10%         | 7%        |
| Americanos de origen asiático | 13%         | 13%       |
| Hispanos                      | 28%         | 22%       |
| Blancos                       | 55%         | 58%       |
| Total                         | 100%        | 100%      |

## Ranking académico

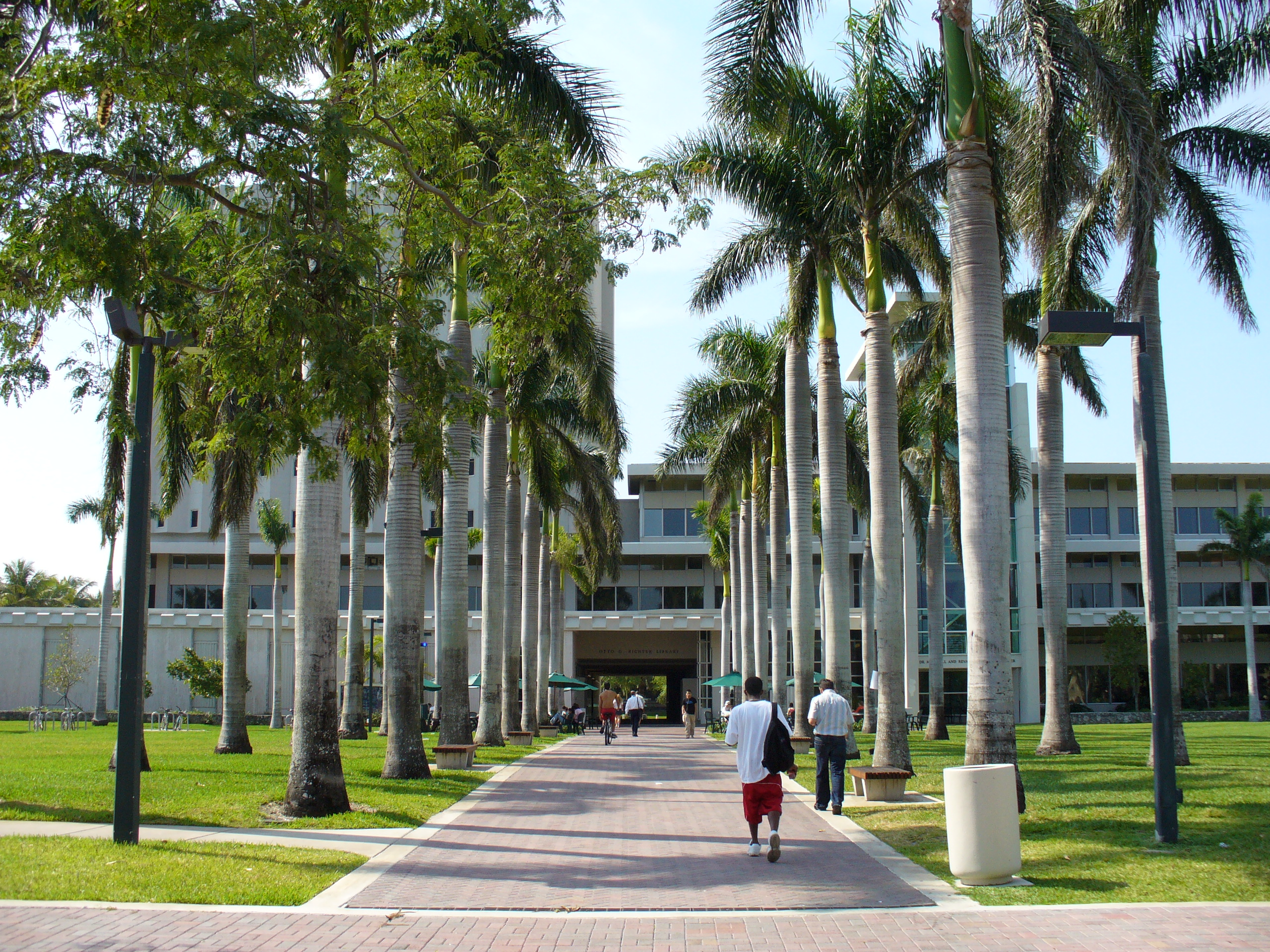
Biblioteca Otto G. Richter

Según el ranking 2020 de U.S. News & World Report, la Universidad de Miami ocupa el puesto número 57 entre las universidades nacionales de Estados Unidos. A nivel internacional, el ranking ARWU la sitúa entre las 300 mejores universidades del mundo.
En cuanto a programas específicos, la facultad de medicina de la universidad se encuentra en el puesto 50 a nivel nacional según U.S. News & World Report. Además, el ranking 2020 de Niche destaca sus programas en administración deportiva, justicia criminal, música, cine y fotografía.

## Acreditaciones

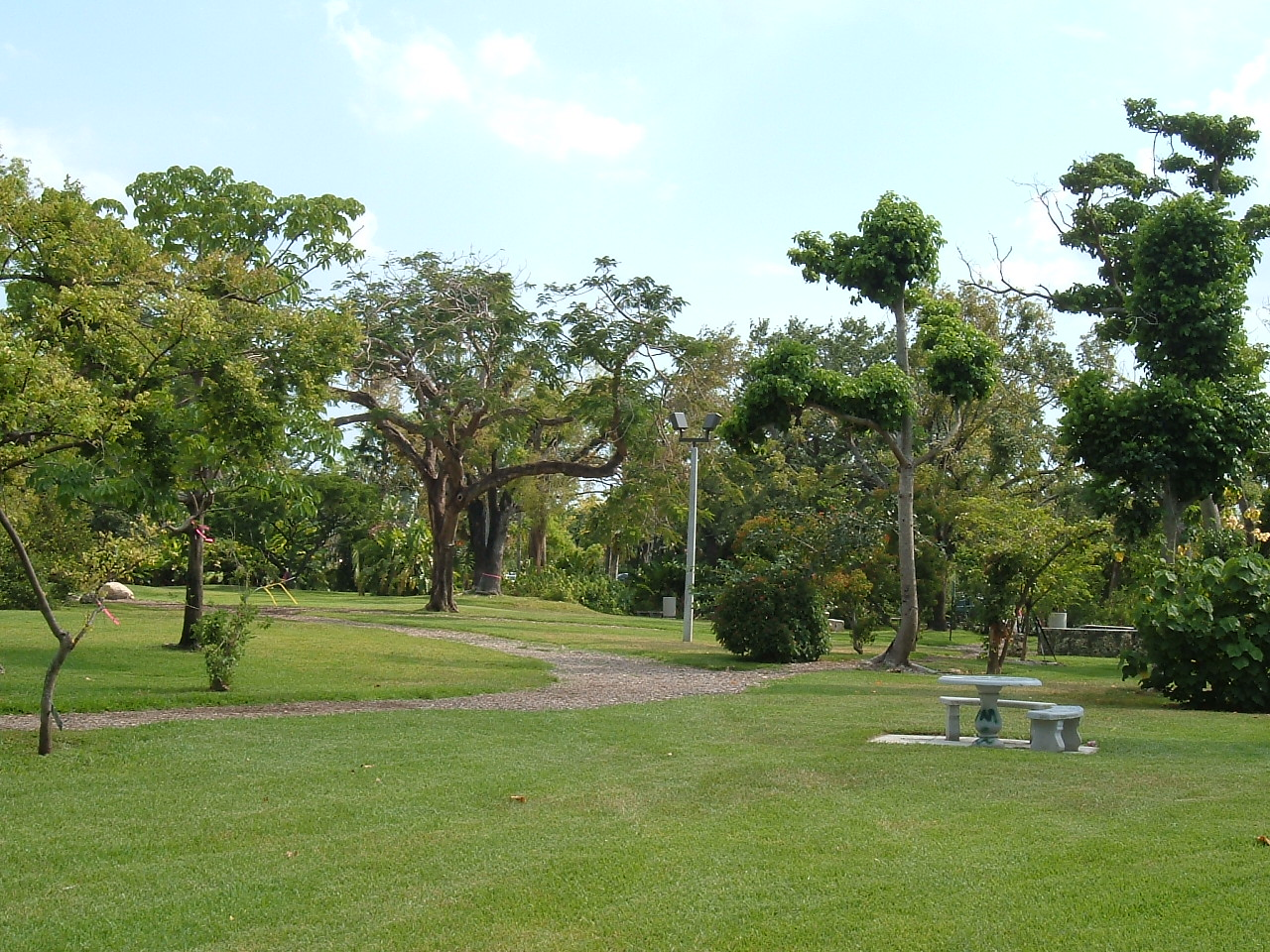
Vista del John C. Gifford Arboretum, localizado en el campus de la Universidad de Miami.

La Universidad de Miami está acreditada por la  Southern Association of Colleges and Schools y otras 23 agencias de acreditación educativa. La UM es miembro de la American Association of University Women, el American Council on Education, el American Council of Learned Societies, la  Association of American Colleges, la Florida Association of Colleges and Universities y la National Association of Independent Colleges and Universities.

## Vida estudiantil
La universidad tiene 31 fraternidades y sororidades, de las que cinco cuentan con residencias propias. La institución cuenta con una cadena de televisión estudiantil "UMTV", la estación de radio "WVUM", el periódico "The Miami Hurricane", la revista "Distraction", y el catálogo anual "Ibis". 
El Museo Lowe de arte está ubicado en el campus de Coral Gables y ofrece exposiciones temporales además de su colección permanente.

## Bibliotecas
La universidad tiene un sistema de bibliotecas que alberga un aproximado de 4 millones de volúmenes. Otto G. Richter es la biblioteca principal, en donde se encuentran las colecciones especiales, espacios de estudio y Colección de la Herencia Cubana, la cual alberga la recopilación de materiales históricos, literarios y culturales más grande de Cuba, fuera de la isla.

## Deportes

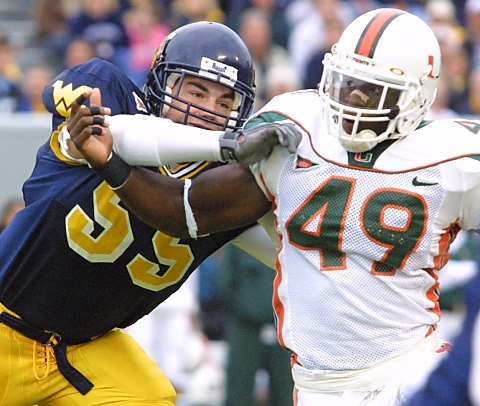
Partido de fútbol americano de los Miami Hurricanes.

Los equipos de la universidad, denominados Hurricanes, compiten en la Atlantic Coast Conference de la División I de la NCAA. 

## Transporte
Las líneas naranja y verde del Metro de Miami llevan a la estación University ubicada en el campus principal de Coral Gables, y a la estación Civic Center donde se ubica el campus médico.

## Financiación
"Momentum: la campaña para la universidad de Miami" fue un esfuerzo puesto en marcha el año 2003 con la meta de captar mil millones de dólares en donaciones con el fin de mejorar las instalaciones, reclutar docentes altamente calificados y de alto valor para las facultades, y para ampliar el número de becas disponibles para los estudiantes. Al término de la campaña, la UM se convirtió en la universidad más joven de la nación y la primera en Florida en superar los mil millones de dólares en dotaciones, alcanzando un total de 1400 millones de dólares en febrero del 2008. De las 56 universidades que han lanzado campañas de recaudación de mil millones de dólares, la UM es la única institución privada, y una de las apenas cuatro establecidas en el siglo XX en alcanzar este hito.